# Jarov (ort i Tjeckien, lat 49,87, long 13,47)
Jarov är en ort i Tjeckien.   Den ligger i regionen Plzeň, i den västra delen av landet, 70 km väster om huvudstaden Prag. Jarov ligger 382 meter över havet och antalet invånare är 132.
Terrängen runt Jarov är platt. Runt Jarov är det ganska tätbefolkat, med 70 invånare per kvadratkilometer. Närmaste större samhälle är Plzeň, 15,5 km söder om Jarov. I omgivningarna runt Jarov växer i huvudsak blandskog.